# Crispin Barrete Varquez
Crispin Barrete Varquez (Sevilha, Bohol, Filipinas, 5 de dezembro de 1960) é um bispo filipino de Borongan.
Crispin Barrete Varquez foi ordenado sacerdote em 14 de abril de 1989 para a Diocese de Tagbilaran.
Em 4 de agosto de 2007, o Papa Bento XVI o nomeou ao Bispo de Borongan. O bispo de Tagbilaran, Leonardo Yuzon Medroso, consagrou-o bispo em 18 de outubro do mesmo ano; Co-consagradores foram o Arcebispo de Palo, José Serofia Palma, e o Bispo de Surigao, Antonieto Cabajog. A posse ocorreu em 8 de novembro de 2007.